# 채응언
채응언(蔡應彦, ? ~ 1915년 11월 4일)은 한국의 의병장이자 일제강점기의 독립 운동가이다.

## 생애
가난한 가정에서 태어났다는 것 외에 출생지나 성장 과정에 대해서는 잘 알려져 있지 않다. 출생지는 일반적으로 평안남도 성천으로 전해지며, 이름도 채응언(蔡應彦), 채응원(蔡應元), 채응경(蔡應慶), 채도석(蔡道錫) 등으로 전해지기도 하고, 생년의 경우도 정확하지 않아서 1879년이라는 설과 1883년 생이라는 설이 있다.
그는 1907년 의병대에 들어가 항일 항쟁에 뛰어들었다. 황해도 출신인 이진룡의 의병대나 경기도 북부 지역을 기반으로 한 김진묵 의병대, 또는 서태순, 전병무의 의병대 등에 합류하여 처음 의병 운동을 개시한 것으로 보고 있다. 이후 황해도를 중심으로 강원도, 함경남도, 평안남도 등에서 항일 유격전을 펼쳤다. 수하에는 수십명에서 수백명 가량의 의병들을 이끌었으며, 주로 일본군 헌병부대와 경찰서 등을 습격하여 군경을 살해하는 활동을 했다.
현상금이 걸려 있던 그는 1915년 성천에서 밀고로 인해 일본군에게 위치가 노출되었고, 격투 끝에 체포되었다. 이때 체포된 채응언이 일본 헌병과 함께 맨발에 수갑을 찬 모습으로 찍은 사진이 남아 있다.
그는 평양형무소로 압송되어 사형 선고를 받았고, 곧 사형이 집행되었다. 이때 그의 나이 37세였다. '최후의 의병장'으로 불리는 채응언의 체포 이후 국내 의병 운동은 명맥이 거의 끊겼기에, 그의 처형은 1895년 을미사변 때부터 시작된 20년 가량의 의병 항쟁 시기가 마감되고 무장 항일 투쟁의 주도 세력과 무대가 크게 전환되는 상징적인 사건으로 간주된다.
1962년 건국훈장 국민장이 추서되었다.

## 참고자료
- 대한민국 국가보훈처, 이 달의 독립 운동가 상세자료 - 채응언 보관됨 2016-04-09 - 웨이백 머신, 2005년